# Friedrich Hartjenstein (Architekt)

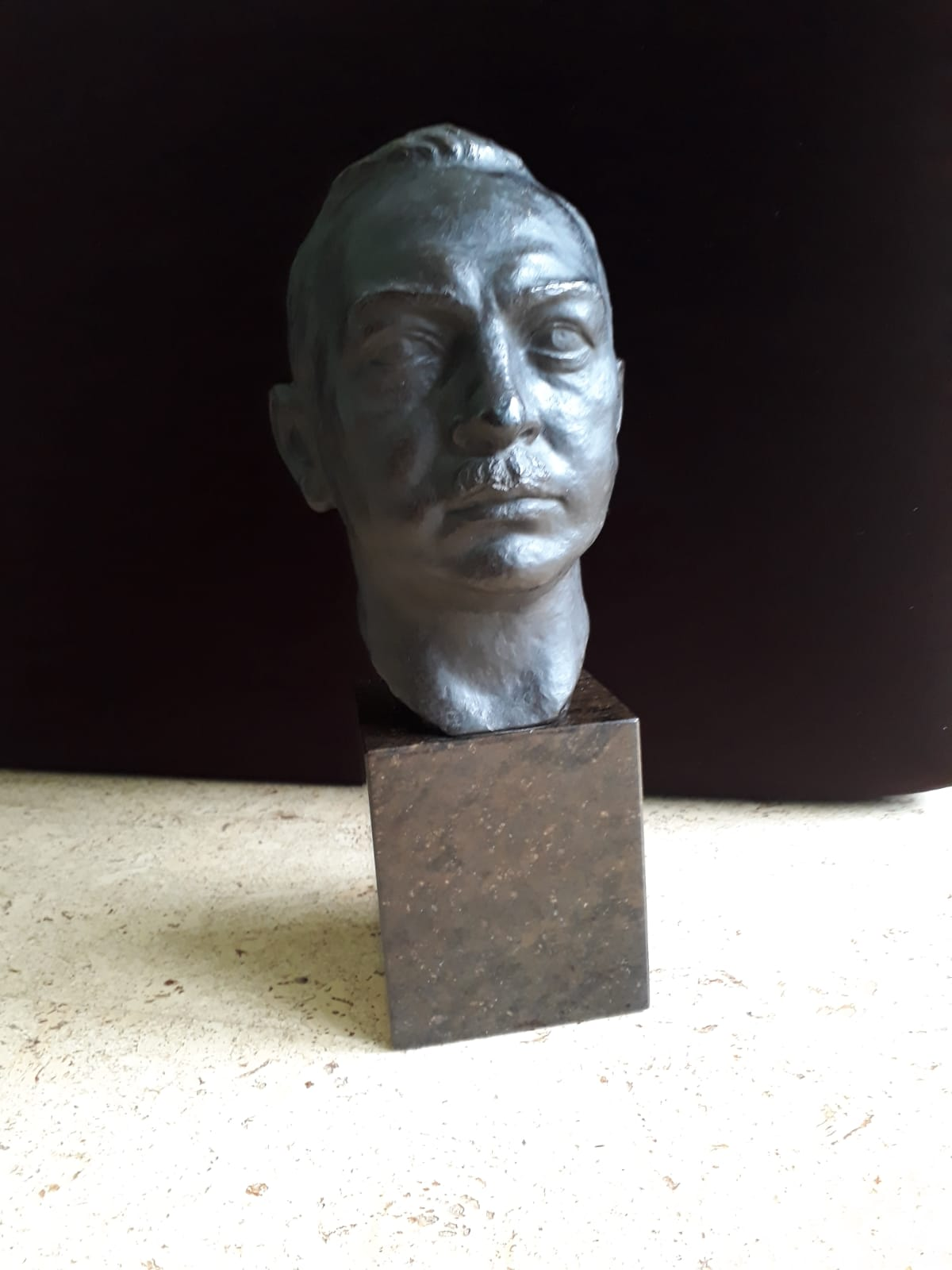
Büste Friedrich Hartjenstein, ca. 1930

Friedrich Wilhelm Hartjenstein, auch Fritz Hartjenstein (* 4. April 1881 in Peine; † 5. Januar 1943 in Balje) war ein deutscher Architekt in Hannover.

## Leben
Friedrich Hartjenstein war der Sohn des Sekretärs der Hildesheimer Handwerkskammer. Nach dem Schulbesuch in Hildesheim studierte er an der Technischen Hochschule Hannover.
Sein Sohn Lothar Hartjenstein (* 1908; † 7. Oktober 1994 in Düsseldorf) wurde ebenfalls Architekt und entwarf als SS-Untersturmbannführer im November 1942 einen Generalbebauungsplan für das Konzentrationslager Auschwitz.

## Werk
- zwischen 1920 und 1929: Planung der Gartenstadt in Bad Oeynhausen, Hindenburgstraße, Wiesenstraße (unter Denkmalschutz)[4]
- 1927: Kaufhaus am Küchengarten: Wohn- und Geschäftshaus-Bebauung Limmerstraße / Fössestraße in Hannover-Linden-Nord (unter Denkmalschutz)[5]
- 1930: Hochhaus Schwarzer Bär 2 in Hannover-Linden-Mitte (unter Denkmalschutz)[6]
- 1936: Gefallenen-Denkmal im Stadtforst in Uelzen[7]

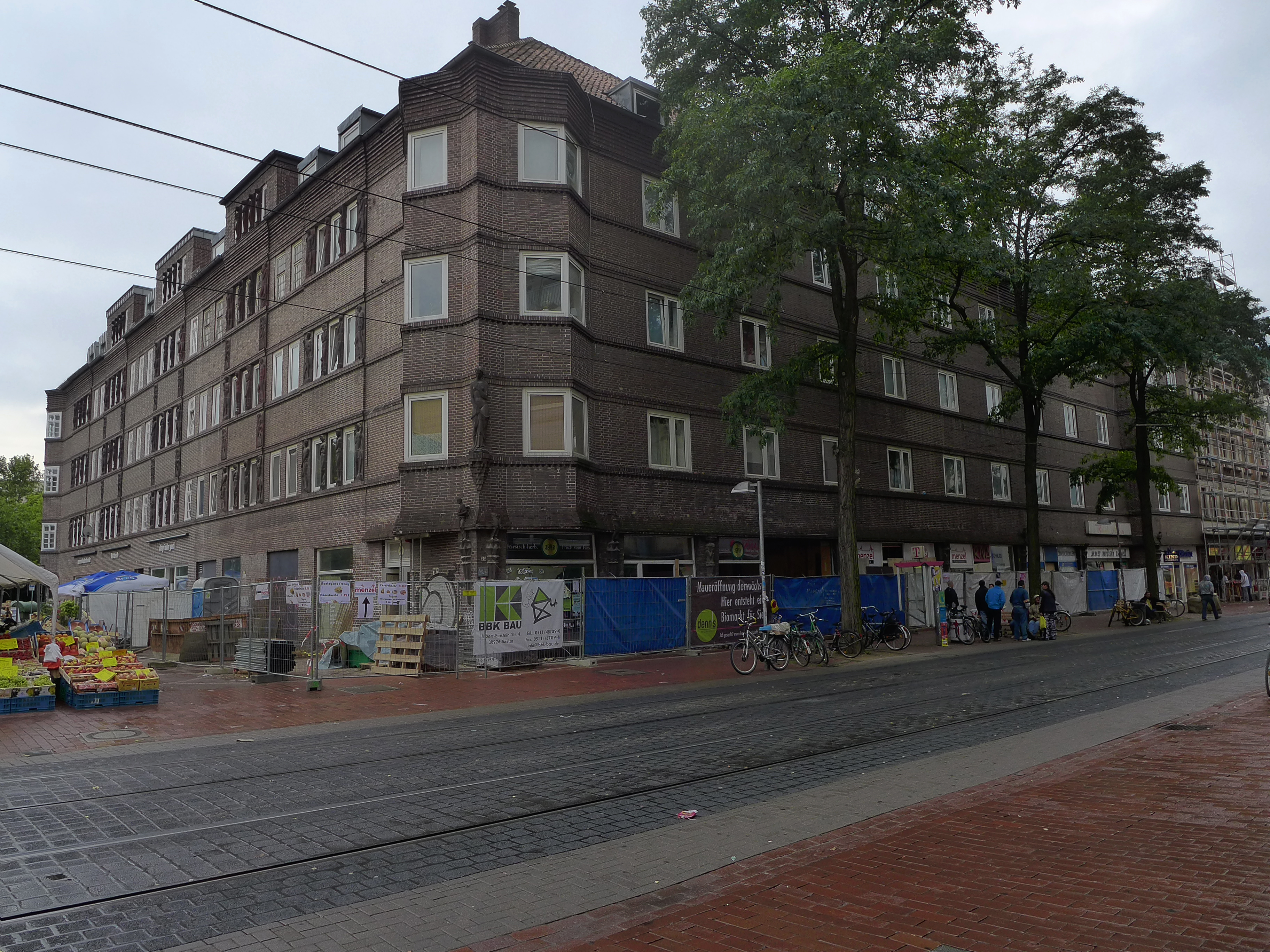
Wohn- und Geschäftshaus-Bebauung Limmerstraße / Fössestraße
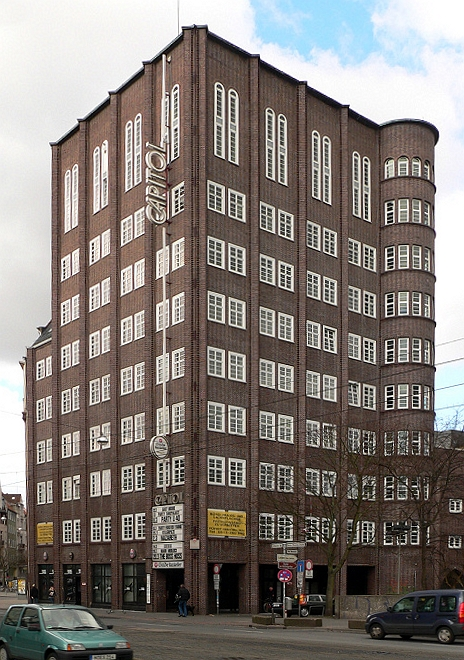
Hochhaus Schwarzer Bär 2